# Josep Lletget Sardà
Josep Lletget Sardà (Reus, ? - Barcelona, 1919) va ser un periodista i polític català, fill de Tomàs Lletget Cailà.
El 1873 era funcionari a Madrid del Ministeri d'Ultramar. Va viure molts anys a Londres, on va ser apoderat del banquer de Bilbao Aberoa, qui intervingué en la construcció del ferrocarril de Girona a Olot el 1895. Orador eloqüent, va escriure articles a La Publicidad i a La Redención del Pueblo, i va ser diputat del Partit Republicà Democràtic Federal pel districte de La Bisbal a les eleccions generals espanyoles de 1899 i per la Unió Republicana al districte de Sant Feliu de Llobregat a les eleccions generals espanyoles de 1903. Posteriorment fou corresponsal de guerra a la Primera Guerra Mundial. Va morir durant l'epidèmia de grip espanyola que assolà Barcelona el 1918-1919.